# Dagshai
Dagshai is een kantonnement in het district Solan van de Indiase staat Himachal Pradesh. 

## Demografie
Volgens de Indiase volkstelling van 2001 wonen er 2.751 mensen in Dagshai, waarvan 62% mannelijk en 38% vrouwelijk is. De plaats heeft een alfabetiseringsgraad van 82%. 